# 盘营客运专线
盘营客运专线，简称盘营高铁，盘营客专，位于辽宁省中南部，连接盘锦和营口，沿途经过锦州和鞍山。线路正线全长89.422公里，其中锦州市境内4.658公里，盘锦市境内61.63公里，海城市境内23.134公里，另有海城上下行联络线合计17.8公里，全线設計時速350公里，工程总投资127.86亿元人民币，由铁道部和盘锦市、锦州市、鞍山市政府共同出资建设，中铁九局等单位负责施工建设。客流运输量方面，预测2030年单向2500万人，客车117对。
盘营客专西起京哈线盘锦北站，沿既有沟海线，止于哈大客运专线海城西站（经中海联络线）和营口东站。中途设1座车站、3个线路所，分别为盘锦站、赵荒地线路所、中小线路所、下夹河线路所。全线设正线特大、大中桥梁共11座729680双延米，各类涵洞30座，桥梁长度占正线线路长度的81.6%。
盘营客运专线于2009年5月31日动工，2013年9月12日开通运营。作为与哈大高铁配套的盘营铁路客运专线，开通后实现高铁由哈尔滨、沈阳经停鞍山、海城，直接通往北京及全国各大城市。通车后，从大连到北京不用在沈阳中转，可以节省约1个半小时时间。

## 车站
全线设盘锦北站、盘锦站、海城西站、营口东站4座车站。
| 盘营客运专线 |          |          |                           |              |         |          |                      |
| 所在地区     | 所在地区 | 车站     | 盘锦北站起计里程 （公里） | 连接铁路     | 规模    | 车站等级 | 备注                 |
| 盘锦市       | 盘山县   | 盘锦北站 | 0                         | 京哈铁路     | 2台4线  | 三等站   |                      |
| 盘锦市       | 双台子区 | 盘锦站   | 29                        | 沟海铁路     | 4台13线 | 二等站   |                      |
| 鞍山市       | 海城市   | 海城西站 | （95）                    | 沈大高速铁路 | 2台4线  |          | 经中小所和中海联络线 |
| 营口市       | 老边区   | 营口东站 | 118                       | 沈大高速铁路 | 2台4线  |          | 经中小、下夹河所     |